# 박형오
박형오(1932년 12월 5일~2019년 1월 27일)는 대한민국의 정치인이다. 제13대 국회의원을 지냈다.

## 역대 선거 결과
|  | 77.66% |

|  | 14.84% |